# Geschichte Großbritanniens
Die Geschichte Großbritanniens wird in mehreren Artikeln behandelt, von denen jeder eine Epoche oder eine Region dieser Geschichte behandelt.
Die Epochen:
- Vorgeschichte Großbritanniens (bis 43 n. Chr.)
- Britannien in römischer Zeit (44–410/441)
- Angelsachsen (5.–11. Jahrhundert)
- Geschichte Englands (Schwerpunkt 8. Jahrhundert bis 1707)
- Geschichte des Königreichs Großbritannien (1707–1800)
- Geschichte des Vereinigten Königreichs (1800 bis heute)
- Geschichte des Vereinigten Königreichs von Großbritannien und Irland (1800–1921)
- Geschichte des Vereinigten Königreichs von Großbritannien und Nordirland (1921 bis heute)

Die Regionen:
- Geschichte Englands
- Geschichte von Wales
- Geschichte Schottlands